# 菲德尔·马丁内斯
菲德尔·弗朗西斯科·马丁内斯·特诺里奥（Fidel Francisco Martínez Tenorio，1990年2月15日—）是一名厄瓜多尔足球运动员，司职边锋，現效力迪祖亞拿。2020年，上海申花支付150万美元從厄瓜多尔足球甲级联赛球队巴塞罗那体育俱乐部引入马丁内斯。

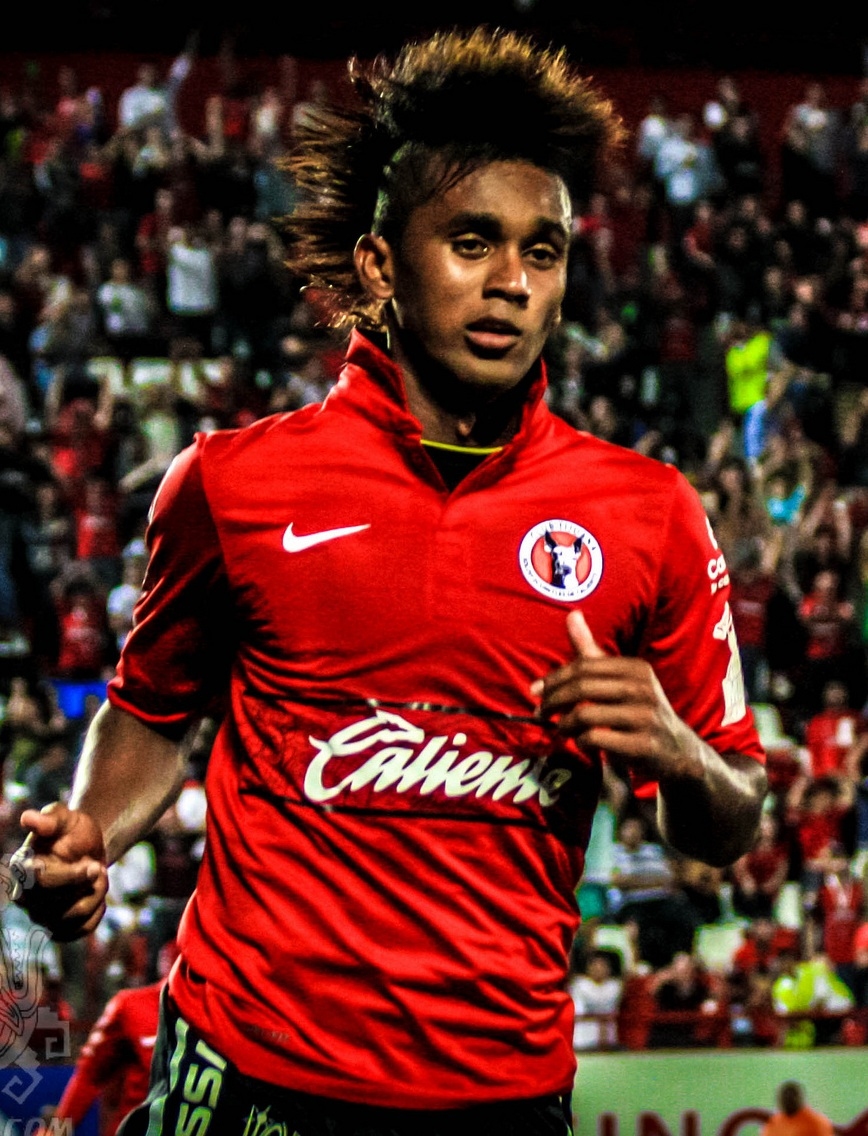

## 外部連結
- Martínez's FEF player card